# Danilo Barcelos
Danilo Carvalho Barcelos (Coronel Fabriciano, 17 agosto 1991) è un calciatore brasiliano, difensore dal Ponte Preta.

## Caratteristiche tecniche
È un terzino sinistro.

## Carriera
È cresciuto nelle giovanili dell'América-MG.

## Palmarès

### Club

#### Competizioni regionali
- Copa do Nordeste: 2

Sport Recife: 2014
Ceará: 2023

#### Competizioni statali
- Campionato Pernambucano: 1

Sport Recife: 2014
- Campionato Mineiro: 2

América-MG: 2016
Atlético Mineiro: 2017
- Taça Guanabara: 1

Vasco da Gama: 2019